# Батонвилоу (Калифорнија)
Батонвилоу (енгл. Buttonwillow) насељено је место без административног статуса у америчкој савезној држави Калифорнија.

## Демографија
По попису из 2010. године број становника је 1.508, што је 242 (19,1%) становника више него 2000. године.
| Група             | 2000.       | 2010.         |
| Белци             | 316 (25,0%) | 254 (16,8%)   |
| Афроамериканци    | 48 (3,8%)   | 36 (2,4%)     |
| Азијати           | 1 (0,1%)    | 10 (0,7%)     |
| Хиспаноамериканци | 866 (68,4%) | 1.183 (78,4%) |
| Укупно            | 1.266       | 1.508         |